# Blue Mounds (Wisconsin)
Blue Mounds – miasto w Stanach Zjednoczonych, w stanie Wisconsin, w hrabstwie Dane.